# Frederik Maurits van der Wulp
Frederik Maurits van der Wulp (Den Haag, 13 december 1818 - aldaar, 27 november 1899) was een Nederlandse entomoloog. Van der Wulp was een ambtenaar en werkte voor de Nederlandse Algemene Rekenkamer.
Hij was als entomoloog het meest geïnteresseerd in tweevleugeligen (Diptera) en had een grote verzameling.
Zijn collectie is verdeeld tussen Natura Artis Magistra te Amsterdam en het Rijksmuseum van Natuurlijke Historie in Leiden. Frederik van der Wulp was lid en secretaris van de Nederlandse Entomologische Vereniging.

## Werken
Met Samuel Constantinus Snellen van Vollenhoven schreef hij de eerste checklist geheel gewijd aan Nederlandse Diptera in de volgende delen:
- Wulp, F.M. van der, & S.C. Snellen van Vollenhoven, 1852. Naamlijst van inlandsche Diptera. I. In: Bouwstoffen voor eene fauna van Nederland Deel 1 (J.A. Herklots, ed.): 138-153. E.J. Brill, Leiden.
- Wulp, F.M. van der & S.C. Snellen van Vollenhoven, 1853. Naamlijst van inlandsche Diptera. II. In: Bouwstoffen voor eene fauna van Nederland Deel 1. (J.A. Herklots (ed.): 188-206, E.J. Brill, Leiden.
- Wulp, F.M. van der, & S.C. Snellen van Vollenhoven, 1856. Naamlijst van inlandsche Diptera. III. In: Bouwstoffen voor eene fauna van Nederland. Deel 2. (J.A. Herklots, ed.): 89-117. E.J. Brill, Leiden.
- 1877 Diptera Neerlandica : de tweevleugelige insecten van Nederland 'S Gravenhage : Martinus Nijhoff  online
- 1888-1903.Diptera Volume 2 in Biologia Centrali-Americana. Insecta. London, Quaritch.online
- 1896 Catalogue of the described Diptera from South Asia. The Hague, M. Nijhoff online

- Bibliothèque nationale de France: cb10678748h (data)
- Stuttgart Database of Scientific Illustrators 1450–1950: 12014
- Gemeinsame Normdatei: 1055297685
- International Standard Name Identifier: 0000 0000 8161 3773
- Library of Congress Control Number: no2009058308
- Nederlandse Thesaurus van Auteursnamen: 163053928
- Système universitaire de documentation: 10392597X
- Virtual International Authority File: 86365611
- WorldCat: E39PBJy4dF73PJRmgkV3pJqPcP